# Chen Jin
Chen Jin (陈金S, Chén JīnP; Handan, 10 gennaio 1986) è un giocatore di badminton cinese, vincitore della medaglia di bronzo ai Giochi olimpici di Pechino 2008, nel singolo.

## Palmarès
- Giochi olimpici

Pechino 2008: bronzo nel singolo.
- Campionati mondiali di badminton

2007 - Kuala Lumpur: bronzo nel singolo.
2009 - Hyderabad: argento nel singolo.